# 上莲开发区
上莲开发区是中华人民共和国山西省长治市屯留区下辖的一个类似乡级单位。

## 行政区划
下辖以下地区：
上莲村、王家渠村、交川村、邢家庄村、贺家岭村、董庄村、黑麻池村、罗庄村、侯家山村、茶棚村、武庄村、蔡家沟村、神渠村和老马背村。